# Lake Nerka
Der Lake Nerka ist ein 193 km² großer und 63 km langer See im Südwesten von Alaska.
Der 12 m hoch gelegene See liegt in den östlichen Ausläufern der Wood River Mountains innerhalb des Wood-Tikchik State Parks. Der langgestreckte U-förmige See besitzt zwei abzweigende Arme: den Amakuk Arm im Nordwesten sowie die River Bay im Südosten. Der Agulukpak River entwässert den nördlich gelegenen Lake Beverley. Im Westen mündet der Elva Creek sowie der Abfluss des Little Togiak Lake in den See. Im Süden verlässt der Agulowak River den Lake Nerka und fließt zum weiter südlich gelegenen Lake Aleknagik. 
Der See bildet ein Laichgebiet des Rotlachses (Oncorhynchus nerka). Im Jahr 1910 wurde der See nach dieser Fischart Nerka benannt.